# Bertrand Gachot
Bertrand Gachot, belgijsko-francoski dirkač Formule 1, * 23. december 1962, Luxembourg.
Bertrand Gachot je upokojeni belgijski dirkač Formule 1. Po sezonah 1989 in 1990, ki jo je v manjših moštvih končal brez vidnejših uvrstitev, je v sezoni 1991 prestopil v Jordan in dosegel tri uvrstitve med prejemnike točk, tudi najboljšo uvrstitev kariere s petim mestom na Veliki nagradi Kanade. Toda pred Veliko nagrado Belgije je bil v Londonu aretiran in dva meseca v zaporu, kar je omogočilo debi v moštvu Jordan Michaelu Schumacherju. V preostanku kariere je nato še enkrat osvojil točke v sezoni 1992, se po letu premora vrnil v sezonah 1994 in 1995, toda brez vidnejših uspehov, zato se je po koncu sezone 1995 upokojil.

## Popolni rezultati Formule 1
(legenda) (odebeljene dirke pomenijo najboljši štartni položaj, poševne pa najhitrejši krog, †-uvrščen kljub odstopu)
| Leto | Moštvo                         | Šasija                 | Motor                    | 1        | 2        | 3        | 4        | 5        | 6        | 7        | 8       | 9        | 10       | 11      | 12      | 13      | 14      | 15      | 16      | 17    | Prv | Toč |
| ---- | ------------------------------ | ---------------------- | ------------------------ | -------- | -------- | -------- | -------- | -------- | -------- | -------- | ------- | -------- | -------- | ------- | ------- | ------- | ------- | ------- | ------- | ----- | --- | --- |
| 1989 | Moneytron Onyx Formula One     | Onyx ORE-1             | Ford DFR 3.5 V8          | BRA DNPQ | SMR DNPQ | MON DNPQ | MEH DNPQ | ZDA DNPQ | KAN DNPQ | FRA 13   | VB 12   | NEM DNQ  | MAD Ret  | BEL Ret | ITA Ret | POR     | ŠPA     |         |         |       | NC  | 0   |
| 1989 | Rial Racing                    | Rial ARC2              | Ford DFR 3.5 V8          |          |          |          |          |          |          |          |         |          |          |         |         |         |         | JAP DNQ | AVS DNQ |       | NC  | 0   |
| 1990 | Subaru Coloni Racing           | Coloni C3B             | Subaru 1235 F12          | ZDA DNPQ | BRA DNPQ | SMR DNPQ | MON DNPQ | KAN DNPQ | MEH DNPQ | FRA DNPQ | VB DNPQ |          |          |         |         |         |         |         |         |       | NC  | 0   |
| 1990 | Coloni Racing Srl              | Coloni C3C             | Ford DFR 3.5 V8          |          |          |          |          |          |          |          |         | NEM DNPQ | MAD DNPQ | BEL DNQ | ITA DNQ | POR DNQ | ŠPA DNQ | JAP DNQ | AVS DNQ |       | NC  | 0   |
| 1991 | Team 7UP Jordan                | Jordan 191             | Ford HB4 3.5 V8          | ZDA 10   | BRA 13   | SMR Ret  | MON 8    | KAN 5    | MEH Ret  | FRA Ret  | VB 6    | NEM 6    | MAD 9    | BEL     | ITA     | POR     | ŠPA     | JAP     |         |       | 13. | 4   |
| 1991 | Larrousse F1                   | Lola LC91              | Ford DFR 3.5 V8          |          |          |          |          |          |          |          |         |          |          |         |         |         |         |         | AVS DNQ |       | 13. | 4   |
| 1992 | Central Park Venturi Larrousse | Venturi Larrousse LC92 | Lamborghini 3512 3.5 V12 | JAR Ret  | MEH 11   | BRA Ret  | ŠPA Ret  | SMR Ret  | MON 6    | KAN DSQ  | FRA Ret | VB Ret   | NEM 14   | MAD Ret | BEL 18  | ITA Ret | POR Ret | JAP Ret | AVS Ret |       | 19. | 1   |
| 1994 | Pacific Grand Prix Ltd         | Pacific PR01           | Ilmor 2175A 3.5 V10      | BRA Ret  | PAC DNQ  | SMR Ret  | MON Ret  | ŠPA Ret  | KAN Ret  | FRA DNQ  | VB DNQ  | NEM DNQ  | MAD DNQ  | BEL DNQ | ITA DNQ | POR DNQ | EU DNQ  | JAP DNQ | AVS DNQ |       | NC  | 0   |
| 1995 | Pacific Grand Prix Ltd         | Pacific PR02           | Ford EDC 3.0 V8          | BRA Ret  | ARG Ret  | SMR Ret  | ŠPA Ret  | MON Ret  | KAN Ret  | FRA Ret  | VB 12   | NEM      | MAD      | BEL     | ITA     | POR     | EU      | PAC Ret | JAP Ret | AVS 8 | NC  | 0   |